# Anne Øland
Anne Stampe Øland (16 de enero de 1949 – 15 de septiembre de 2015) fue una pianista de conciertos y educadora danesa, conocida por sus interpretaciones de los trabajos de Beethoven y Carl Nielsen.

## Biografía
Øland nació en Assens en la isla de Funen el 16 de enero de 1949. Creció en Rudme en el centro de Fionia. Desde los 4 años,  se interesó por la música, animada por sus padres Knud y Astrid Stampe Øland, ambos profesores escolares  con un interés especial en la gimnasia. A los siete años, Øland acompañó con el piano a los alumnos de gimnasio de su padre. En 1959, cuando tenía 10 años, tocó en una presentación de gimnasia en Vejle en presencia del Rey Federico IX.
Tras completar sus estudios de instituto en Nykøbing Mors, Øland asistió a la Real Academia Danesa de Música en Copenhague, donde  estudió bajo Herman D. Koppel, graduándose en 1977. Continuó sus estudios en Roma con Guido Agosti, en Salzburgo con Hans Leygraf y en Ginebra con Nikita Magaloff. 
Enseñó en la Academia de 1980 a 2004, cuando  se cambió a la Real Academia de Música de Aarhus, recibiendo el título de catedrática en 2007.
Durante más de 30 años, fue una  de las principales pianistas de Dinamarca, actuando tanto como solista y en orquestas de cámara. Fue la única pianista de Dinamarca que tocó no solamente todas las obras de Carl Nielsen para piano, sino también las 32 sonatas de Beethoven. Esto último lo hizo en los Jardines de Tívoli en 2002, dedicando siete actuaciones nocturnas a las obras.  Hay grabaciones de toda su rendición completa de las obras de Carl Nielsen para Solo de Piano (1988) y de sus Sonatas para Piano Completas de Beethoven (2009).
Øland fue también una destacada educadora, instruyendo a celebridades como Katrine Gislinge, Christina Bjørkøe, Nikolaj Koppel y Tanja Zapolski.